# Mildred Robbins Leet
Mildred Robbins Elowsky, coniugata Leet, (Brooklyn, 9 agosto 1922 – Manhattan, 3 maggio 2011), è stata un'imprenditrice e filantropa statunitense; è stata cofondatrice e presidente emerita del Consiglio di amministrazione di Trickle Up, un'organizzazione non governativa internazionale con sede a New York, che si occupa di alleviare la povertà.

## Biografia
Trickle Up è stata creata nel 1979 per aiutare le persone con i redditi più bassi in tutto il mondo a fare i primi passi per uscire dalla povertà, fornendo un capitale di avviamento condizionato e una formazione commerciale essenziale per il lancio di una microimpresa.
Tra i fondatori della United Cerebral Palsy nel 1948, la Leet è stata la prima presidente della divisione femminile. Dal 1957 al 1964 è stata rappresentante delle Nazioni Unite per il Consiglio nazionale delle donne degli Stati Uniti. È stata presidente del Consiglio dal 1964 al 1968, dando risalto ai diritti civili, al mantenimento della pace a livello internazionale e organizzando la prima Conferenza delle donne sul Servizio Nazionale. Dal 1968 al 1970 è stata vicepresidente del Consiglio internazionale delle donne ed è diventata un membro attivo del Comitato consultivo delle donne sulla povertà presso l'Ufficio statunitense per le opportunità economiche. Ha fondato il servizio di informazione sull'ospitalità delle Nazioni Unite, che ha portato alla creazione della Commissione della città di New York per le Nazioni Unite e i corpi consolari. Dal 1968 al 1974 ha partecipato allo sviluppo dell'Accademia internazionale della pace.

## Organizzazione e attività
Nel 1978 organizzò una task force internazionale di donne per preparare la Conferenza delle Nazioni Unite sulla scienza e la tecnologia per lo sviluppo del 1979. Fu nominata membro della delegazione statunitense e la preparazione portò a una risoluzione incentrata sulle donne nella scienza e nella tecnologia.
È stata presidente del consiglio di amministrazione dell'Audrey Cohen College for Human Services, ora noto come Metropolitan College of New York, dal 1986 al 1999. In seguito è stata presidente emerita. Leet è stata anche vicepresidente del Comitato statunitense per il Fondo di sviluppo delle Nazioni Unite per le donne (UNIFEM), che ha contribuito a fondare nel 1984. È stata membro del Council on Foreign Relations, del Women's Forum, Inc. e della Task Force internazionale delle Nazioni Unite sullo sviluppo del settore informale in Africa. È stata presidente di African Action on AIDS, che ha contribuito a finanziare borse di studio per le ragazze africane orfane.
Nel 1990 ha conseguito il premio Interaction Award for Spirited Championship of the Role of Women. Nel 1989 WomenAid l'ha premiata in Inghilterra, insieme a Wangari Maathai e Madre Teresa di Calcutta, con il Women of the World Award presentato dalla Principessa Diana. Nel 1986 ha conseguito il Women of Conscience Award del National Council of Women of the USA Inc. e nel 1985 ha ricevuto il Theodore Kheel Award dell'Institute for Mediation and Conflict Resolution.

## Premi ed onorificenze
Con il marito, Glen Leet, ha ottenuto nel 1994 il Champion of Enterprise Award da Avon Products Inc. e il Joseph C. Wilson Award dall'Associazione Rochester per le Nazioni Unite per aver "promosso la pace nel mondo e la comprensione umana attraverso il loro contributo alle relazioni internazionali e alla risoluzione dei problemi internazionali". I coniugi Leet sono stati insigniti del Premio della Fondazione Gleitsman per il 1993. Nel 1992 lei e Glen Leet hanno conseguito il Presidential Points of Light Citation Award, l'International Humanity Service Award della Croce Rossa Americana Overseas Association e il premio di eccellenza del Comitato statunitense per l'UNIFEM.
Insieme a Glen Leet, nel 1988 ha ricevuto la Medaglia del Presidente dal presidente del Marymount Manhattan College Colette Mahoney. Il premio è stato conferito per aver "creato un futuro per migliaia di persone indigenti in tutto il mondo".
Nel 1995 è stata premiata da InterAction, un'organizzazione ombrello che riunisce 168 organizzazioni non-profit statunitensi per lo sviluppo internazionale, con la creazione del Mildred Robbins Leet Award. Il premio è stato creato in riconoscimento della sua costante dedizione e del suo contributo alla sensibilizzazione sui problemi di genere. Tra i destinatari del premio figurano il Progetto Heifer International, l'American Friends Service Committee, Save the Children e Partners of the Americas.
Nel luglio 1996 Mildred Robbins Leet e Glen Leet sono stati insigniti del International Entrepreneurship Award, in occasione della Prima Fiera Globale dell'Imprenditoria Femminile e del Forum sugli Investimenti in Africa, riuniti ad Accra, in Ghana. Nel 1997 la Leet ha conseguito un premio per l'eccellenza del servizio da parte della United Cerebral Palsy in occasione della celebrazione del 50º anniversario. Ha ottenuto il premio Eleanor Schnurr dall'Organizzazione delle Nazioni Unite. Nel 1998 ha conseguito il NAWBO-NYC Spirit Award dell'Associazione nazionale delle donne imprenditrici e il premio Advancing the Status of Women del Soroptimist International di New York.
Nel 2002 le è stato conferito il National Caring Award del Caring Institute. Nel 2003 è stata inserita nella National Women's Hall of Fame.
Ha ricevuto il dottorato in lettere umane dall'Audrey Cohen College for Human Services, il dottorato in legge dal Marymount College di Tarrytown, il dottorato onorario dalla Lynn University, il dottorato onorario dalla Norwich University e il dottorato onorario dal Connecticut College.
Ha poi ottenuto la laurea di primo livello all'Università di New York e il premio Alumni Achievement Award dell'Associazione degli Alumni della New York University.